# Водоспад Фол-Крік
Водоспад Фолкрік (англ. Fall Creek) — водоспад у гірській системі Аппалачі біля міста Спенсер штату Теннессі США.

## Опис
Водоспад Фолкрік є одним з найбільших водоспадів вільного падіння на схід від Міссісіпі.
Водоспад розташований у парку «Фолкрік стейт».